# Sant Fost de Campsentelles
Sant Feliu de Campsentelles este o localitate în Spania în comunitatea Catalonia în provincia Barcelona și in comarca Vallès Oriental. În 2006 avea o populație de 7.409 locuitori cu o suprafață de 13,2 km 2.
1. ↑   https://www.ccma.cat/324/montserrat-sanmarti-es-investida-alcaldessa-de-sant-fost-de-campsentelles-en-guanyar-la-mocio-de-censura-a-carles-miquel/noticia/3086547/ Lipsește sau este vid: |title= (ajutor)
2. 1 2   http://www.idescat.cat/pub/?id=aec&n=925&t=2016 Lipsește sau este vid: |title= (ajutor)